# کردوان (قفقاز)
کُردَوان  (به ترکی آذربایجانی: Kürdüvan) یک منطقهٔ مسکونی در جمهوری آذربایجان است که در شهرستان اسماعیللی واقع شده‌است.